# Eckartsau
Eckartsau (tiếng Séc: Krcov) là một thị trấn ở huyện Gänserndorf thuộc bang Niederösterreich nước Áo. Đô thị Eckartsau có diện tích 48,97 km², dân số năm 2001 là 1179 người.

## Phân chia hành chính
- Eckartsau
- Kopfstetten
- Pframa
- Wagram an der Donau
- Witzelsdorf